# Melibea (banda)
Melibea fue una banda española de rock alternativo y metal alternativo. Fundado en 2002, el conjunto sufrió varios cambios de formación hasta formalizar la misma en 2013 con Nacho Pascual, Rodrigo Aldegunde, Javier Herráez, Victor Pérez y Beatriz Martín.

## Primeros años
Tras varios años de aprendizaje y asentamiento, y tras varios cambios de formación, graban su primer disco Cuando todos duermen en los estudios Star Factory de Madrid, contando con la producción de Jean Michel Colomer y masterizado por Fernando Álvarez. Este disco abrió las puertas a la banda para girar por salas y pequeños festivales de la geografía española.
En 2009 la banda decide hacer un parón indefinido para refrescar ideas y conceptos.

## La flor del maestro
En 2010 el grupo comienza el proceso de composición de un nuevo álbum, durante el cual Victor Pérez decide abandonar el conjunto. 
En 2011 graban su segundo trabajo titulado La flor del maestro, grabado, mezclado y masterizado por el propio grupo coincidiendo a su vez con la decisión de que Javier Herráez, hasta ahora guitarrista, pasara a ocupar el puesto de Victor Pérez al bajo, quedándose la formación en cuarteto con una sola guitarra.
El disco se publicó en noviembre de 2011 en formato pendrive junto con el videoclip del primer single del disco Puedo saltar. El grupo se alejó del rock urbano de sus inicios acercándose a sonidos más cercanos al metal.

## Reloaded
Durante la serie de conciertos de presentación de disco, el grupo da forma a Reloaded, un EP de 6 temas. Al igual que el anterior LP, este trabajo también sería producido por la propia banda.
Reloaded hace referencia a una renovación o actualización. No en vano el disco se compone en gran parte de temas de su primer disco (Cuando todos duermen) reinterpretados acorde al nuevo sonido de la banda. El EP se completa con una versión de la canción Malagueña salerosa, una versión acústica del tema La flor del maestro y un tema inédito titulado A cada paso.
Reloaded hace referencia asimismo al título de la historia, contada en seis episodios en forma de videoclip (uno por cada tema del EP) que acompaña a dicho trabajo y que expresa de forma metafórica la necesidad de romper con todo y empezar de cero en este mundo y sociedad que hemos creado. La idea original, grabación y montaje de los vídeos corrieron también a cargo del propio grupo.
Tras la grabación de Reloaded y antes de la publicación del mismo, Javier Carpintero abandona la banda, siendo reemplazado a la batería por Beatriz Martín.
Reloaded fue finalmente publicado en formato exclusivamente digital en mayo de 2014.

## Separación definitiva
A mediados del año se anuncia lo que sería el concierto de despedida de Melibea. Dicho concierto tendría lugar en la sala We Rock de Madrid el 3 de junio. Poco después el grupo se separa.

## Miembros
- Rodrigo Aldegunde - Voz
- Beatriz Martín - Batería
- Javier Herráez - Bajo
- Nacho Pascual - Guitarra

### Anteriores
- Javier Carpintero - Batería (2004-2013)
- Víctor Pérez - Bajo (2002-2009)
- Carlos López - Voz (2006-2007)
- Rubén Santos - Voz (2002-2006)

## Discografía

### LP
- 2007 Cuando todos duermen
- 2011 La flor del maestro

### EP
- 2014 Reloaded